# Moluckstorfotshöna
Moluckstorfotshöna (Eulipoa wallacei) är en storfotshöna inom ordningen hönsfåglar.

## Utseende och läten
Moluckstorfotshöna är liten, cirka 30 cm lång brungrå storfotshöna. Ovansidan är distinkt tecknad med mörkt rödaktiga mantel- samt större och mindre täckarfjädrar kontrasterande spetsade i grått. Undersidan är grå med tydligt vita undre stjärttäckare. Ben och fötter är mörkt olivgöna medan näbben är blågrå till vitaktig. Från par hörs ett högt revirläte i duett, medan födosökande och grävande fåglar låter höra olika sorters ljudliga kontaktläten.

## Utbredning och systematik
Moluckstorfotshöna placeras som enda art i släktet Eulipoa. Den är endemisk för Indonesien där den förekommer på sluttningar och i bergsskogar på öar i Moluckerna, men även på Misool Island i västpapuanska öarna.

## Levnadssätt
Moluckstorfotshönan hittas i tät, städsegrön regnskog, men även i skog påverkad av människan och kustnära buskmarker. Fågeln är den enda storfotshönan som lägger ägg om natten. Den placerar sina stora ägg (i genomsnitt åtminstone 20% av kroppsvikten) i sand på solexponerade stränder eller i vulkanisk jord.

## Status
På grund av habitatförstöring, begränsat utbredningsområde och jakt i vissa områden kategoriseras arten som sårbar (VU) av IUCN. Den tros minska i antal och världspopulationen uppskattas till endast mellan 20000 och 50000 vuxna individer.

## Namn
Fågelns vetenskapliga artnamn hedrar Alfred Russel Wallace (1823-1913), brittisk zoolog, zoogeografins fader och samlare verksam i bland annat Ostindien.